# Gnaeus Cornelius Dolabella (Prätor 81 v. Chr.)
Gnaeus Cornelius Dolabella aus dem Zweig der Dolabellae der Gens der Cornelier war ein römischer Politiker und Senator.
Vielleicht ist er mit dem Gnaeus Cornelius zu identifizieren, der auf einer Inschrift als Offizier (Militärtribun?) des Gnaeus Pompeius Strabo bei der Belagerung Asculums 89 v. Chr. genannt wird. Dolabella war im Jahr 81 v. Chr. praetor (urbanus?) und fällte in diesem Amt ein ungerechtes Urteil gegen Publius Quinctius. Von 80 bis 79 v. Chr. amtierte er als Proconsul von Cilicia. Dort bereicherte er sich auf schamlose Weise, so dass er nach seiner Rückkehr von Marcus Aemilius Scaurus wegen Erpressung angeklagt wurde. Beim Verfahren wurde er von seinem Legaten Gaius Verres stark belastet und schließlich verurteilt.